# Campanula betulifolia
Campanula betulifolia là loài thực vật có hoa trong họ Hoa chuông. Loài này được K.Koch mô tả khoa học đầu tiên năm 1850.